# Яма (приток Енисея)
Яма — река в Туруханском районе Красноярского края, левый приток Енисея. Длина реки 84 км, площадь водосборного бассейна 600 км².
Исток реки находится в болоте Бугристое, в системе Лебединых озёр, на высоте 43 м над уровнем моря, протекает через озеро Гагарье и далее по восточной окраине Западно-Сибирской равнины. Общее направление русла — на северо-восток, Яма течёт среди болотистых смешанных лесов. Малые притоки реки собственных названий не имеют.
Впадает в протоку Енисея, образуемую островом Опечек (или Верещагинский), на высоте 12 м, напротив села Верещагино, в 1176 км от устья.
По данным государственного водного реестра России относится к Енисейскому бассейновому округу.